# Антоненко Василь Миколайович
Васи́ль Микола́йович Анто́ненко (14 червня 1971 — 15 лютого 2015) — солдат Збройних сил України.

## Життєвий шлях
Народився в Королівці, 1977 року родина переїхала до Бучі. Закінчив бучанську школу № 4, училище за спеціальністю слюсар. Проживав у місті Буча.
У часі війни хотів піти добровольцем, не відпустила мама. Згодом прийшла повістка; солдат, сапер 25-го окремого мотопіхотного батальйону «Київська Русь». Любив малювати, що робив і на передовій, за його космічні малюнки дали Василю псевдо «Космос». На новий 2015 рік побував удома.
Загинув 15 лютого 2015-го під Дебальцевим — бійці 25-го батальйону невеликими групами намагалися вирватися під обстрілом терористів — поруч із Василем розірвалася 120-мм міна.
12 березня 2015-го похований на Бучанському міському кладовищі, Алея слави.
Без дітей лишилися батьки — старший брат Василя загинув в Афганістані[уточнити], без батька — син Андрій.

## Нагороди та вшанування
- Указом Президента України № 553/2015 від 22 вересня 2015 року — орденом «За мужність» III ступеня (посмертно)[1]
- Почесний громадянин Бучі (посмертно)[2]